# Saint-Germain-la-Campagne
Saint-Germain-la-Campagne és un municipi francès situat al departament de l'Eure i a la regió de Normandia. L'any 2007 tenia 780 habitants.

## Demografia

### Població
El 2007 la població de fet de Saint-Germain-la-Campagne era de 780 persones. Hi havia 309 famílies de les quals 81 eren unipersonals (30 homes vivint sols i 51 dones vivint soles), 118 parelles sense fills, 89 parelles amb fills i 21 famílies monoparentals amb fills.
La població ha evolucionat segons el següent gràfic:
Habitants censats

### Habitatges
El 2007 hi havia 410 habitatges, 312 eren l'habitatge principal de la família, 77 eren segones residències i 22 estaven desocupats. 358 eren cases i 48 eren apartaments. Dels 312 habitatges principals, 237 estaven ocupats pels seus propietaris, 69 estaven llogats i ocupats pels llogaters i 6 estaven cedits a títol gratuït; 14 tenien dues cambres, 44 en tenien tres, 85 en tenien quatre i 169 en tenien cinc o més. 215 habitatges disposaven pel capbaix d'una plaça de pàrquing. A 162 habitatges hi havia un automòbil i a 113 n'hi havia dos o més.

### Piràmide de població
La piràmide de població per edats i sexe el 2009 era:
| Homes | Edats   | Dones |
| ----- | ------- | ----- |
| 0     | 95 o +  | 0     |
| 0     | 90 a 94 | 4     |
| 8     | 85 a 89 | 12    |
| 16    | 80 a 84 | 16    |
| 12    | 75 a 79 | 24    |
| 20    | 70 a 74 | 16    |
| 16    | 65 a 69 | 8     |
| 24    | 60 a 64 | 32    |
| 12    | 55 a 59 | 20    |
| 24    | 50 a 54 | 8     |
| 36    | 45 a 49 | 40    |
| 32    | 40 a 44 | 24    |
| 28    | 35 a 39 | 16    |
| 16    | 30 a 34 | 16    |
| 24    | 25 a 29 | 36    |
| 24    | 20 a 24 | 16    |
| 28    | 15 a 19 | 28    |
| 20    | 10 a 14 | 28    |
| 16    | 5 a 9   | 28    |
| 24    | 0 a 4   | 24    |

## Economia
El 2007 la població en edat de treballar era de 478 persones, 337 eren actives i 141 eren inactives. De les 337 persones actives 290 estaven ocupades (168 homes i 122 dones) i 47 estaven aturades (17 homes i 30 dones). De les 141 persones inactives 44 estaven jubilades, 38 estaven estudiant i 59 estaven classificades com a «altres inactius».

### Ingressos
El 2009 a Saint-Germain-la-Campagne hi havia 336 unitats fiscals que integraven 840 persones, la mediana anual d'ingressos fiscals per persona era de 15.915,5 €.

### Activitats econòmiques
Dels 20 establiments que hi havia el 2007, 2 eren d'empreses extractives, 1 d'una empresa alimentària, 2 d'empreses de fabricació d'altres productes industrials, 10 d'empreses de construcció, 1 d'una empresa de comerç i reparació d'automòbils, 1 d'una empresa d'hostatgeria i restauració, 1 d'una empresa de serveis i 2 d'empreses classificades com a «altres activitats de serveis».
Dels 12 establiments de servei als particulars que hi havia el 2009, 2 eren tallers de reparació d'automòbils i de material agrícola, 2 paletes, 1 guixaire pintor, 1 fusteria, 4 lampisteries, 1 electricista i 1 perruqueria.
L'únic establiment comercial que hi havia el 2009 era una fleca.
L'any 2000 a Saint-Germain-la-Campagne hi havia 39 explotacions agrícoles que ocupaven un total de 1.200 hectàrees.

## Equipaments sanitaris i escolars
El 2009 hi havia una escola elemental.

## Poblacions més properes
El següent diagrama mostra les poblacions més properes.